# Pinus banksiana
Pinus banksiana é uma espécie de pinheiro originária do Novo Mundo. Faz parte do grupo de espécies de pinheiros com área de distribuição no Canadá e Estados Unidos (com excepção das àreas adjacentes à fronteira com o México).